# Luigi Borgomainerio
Luigi Borgomainerio (Como, 5 novembre 1834 – Rio de Janeiro, 3 marzo 1876) è stato un decoratore, disegnatore e illustratore italiano.

## Biografia
Di spirito repubblicano, fu uno dei caricaturisti del giornale satirico Spirito Folletto e il fondatore del giornale Mefistofele. Come pittore realizzò le decorazioni del Teatro Cressoni, a Como. Come vignettista realizzò alcune immagini per l'edizione Rechiedei del 1869 del romanzo I promessi sposi di Alessandro Manzoni e le vignette per il giornale L'Emporio Pittoresco. E per quest'ultimo fu corrispondente nel periodo della Repubblica romana di Giuseppe Mazzini e Giuseppe Garibaldi. 
Nel 1874 decise di partire per il Brasile, ma morì di febbre gialla nel 1876 a Rio de Janeiro.